# Мосейцевское дело
«Мосейцевское дело» — уголовное дело в России о систематическом насилии над детьми в так называемом «доме милосердия» в селе Мосейцево Ростовского района Ярославской области. В результате избиения в ноябре 2014 года погибла 13-летняя девочка. Это дело получило значительный общественный резонанс, в том числе в связи с позицией, которую заняли в отношении него представители РПЦ.

## Ход событий
В 2007 году одинокая 60-летняя Людмила Любимова удочерила шесть девочек в возрасте от одного до трех лет. В 2000 году была зарегистировна межрегиональная благотворительная общественная организация «Угодический дом милосердия». Это название было дано по расположенному рядом с Мосейцево селу Угодичи. В Мосейцево шестерых вышеуказанных девочек воспитывали вместе с Любимовой ещё две «матушки». 
В феврале 2013 года стала известна история Марины Крыловой, инвалида детства по психическому заболеванию, которая некоторое время, спасаясь от мужа-тирана, жила в мосейцевском приюте с тремя своими дочерьми. В 2010 году она сбежала из приюта одна, добралась до Ярославля и несколько дней жила на улице, пока ее не поселила у себя семья Алексеевых. После рассказов Марины о жизни в приюте Алексеевы решили вызволить девочек оттуда. Они добились этого только после того, как пригрозили вызовом полиции. Ирина Алексеева, приютившая семью Крыловой, заподозрила, что в приюте девочки подвергались сексуальному насилию. Было возбуждено уголовное дело, однако  следствие не нашло неопровержимых доказательств вины организаторов приюта, несмотря на то, что во время обысков были найдены крупные суммы денег, происхождение которых объясняли спонсорской помощью, соседи приюта рассказывали журналистам о регулярно приезжавших туда дорогих автомобилях, а дети рассказали, как им завязывали глаза, куда-то возили на машине и оставляли «в красивых домиках с дяденьками». Уголовное дело было прекращено, а в сентябре 2014 года были признаны не соответствующими действительности и порочащими честь и достоинство Людмилы Любимовой сведения об этом деле. опубликованные газетой «Комсомольская правда».
В ноябре 2014 года сельский фельдшер обнаружил в мойсецевском приюте 13-летнюю мертвую девочку Таню. По словам «матушек», травмы девочка получила, так как за несколько дней до смерти упала сначала с печки, а потом с лестницы в погреб. После этого она отказывалась есть, слабела, жаловалась на головную боль, а врача не вызывали будто бы потому, что девочка сама не хотела этого. Однако на теле умершей судебные эксперты нашли 29 следов ударов, включая шесть гематом на голове. Было заведено уголовное дело о причинении тяжкого вреда здоровью, повлекшего смерть.
Следствие установило, что детей в приюте заставляли детей вести подсобное хозяйство, ухаживать за крупным рогатым скотом. Они таскали груженые тачки с щебенкой, навозом, воду в 10–12-литровых ведрах, чистили коровник. Их также заставляли регулярно молиться. За проступки, в том числе за отказ от работы и молитв, детей систематически подвергали телесным наказаниям — били деревянными прутьями, шнурами от электрических бытовых приборов и палками, а также привязывали их за руки веревкой или металлической цепью к кроватям и в таком положении удерживали длительное время. У всех детей из приюта было выявлено плоскостопие, которое было вызвано неправильной обувью и нагрузками, не соответствующими их возрасту; из-за недостатка питания у них были гормональные изменения, приведшие к задержке полового развития. Девочки получали домашнее образование, при этом они учились лишь при подготовке к экзаменам, в результате чего, по мнению следователей, «на момент задержания женщин уровень образования детей совершенно не соответствовал их возрасту».
За несколько дней до смерти Таня отказалась есть горчицу, которую девочек заставляли есть якобы в лечебных целях, тогда «матушка» Рифа Гусманова десять раз ударила её черенком от лопаты по голове, а потом залила ей в рот кипяток. Сестра Тани Лиза, уже находясь после трагедии в социально-реабилитационном центре, написала письмо, приобщенное к делу. В нём говорилось: «Тане вливали в рот кипяток за то, что она не ела горчицу. Раны от кипятка мазали горчицей, и мне тоже за спину полили кипяток. Когда Таня слегла, приехала Раиса [Гусманова] и связала ей руки, и они у нее опухли и покраснели, и когда она плакала, ей в рот засунули тряпку. Мама [Людмила Любимова] развязала ей руки, когда она умерла. Ноги ей стали связывать, когда она сказала, что сбежит».

## Судебный процесс
Дело рассматривал Ростовский районный суд Ярославской области в течение полутора лет. Рифа Гусманова обвинялась в умышленном причинении здоровью девочки тяжкого вреда, повлекшего по неосторожности смерть, и в истязании. Людмила Любимова обвинялась в истязании и неисполнении обязанностей по  воспитанию детей. Гузель Семенова обвинялась в истязании. Все они не признали свою вину. Адвокатов у трех подсудимых было десять. Также у Любимовой был общественный защитник — иеромонах Макарий (Маркиш). В октябре 2017 года суд признал всех подсудимых виновными. 56-летняя Рифа Гусманова была приговорена к 12 годам колонии общего режима, 57-летняя Гузель Семенова — к 5,5 годам колонии,  70-летняя Людмила Любимова — к 5 годам.
Осенью 2017 года также была признана виновной в халатности, приговорена к году исправительных работ с удержанием части зарплаты и освобождена от уголовной ответственности в связи с истечением срока давности руководившая отделом опеки Ростовского района Галина Рассмагина, которую обвиняли в том, что она с 2012 по 2014 годы получала информацию о нарушениях прав малолетних в приюте, но не приняла никаких мер.

## Оценки
Комментируя в интервью «Независимой газете» итоги суда, журналист Евгений Мухтаров подчеркивал, что, к его сожалению, религиозный аспект трагедии в ходе следствия и судебного разбирательства так и остался нераскрытым:  
Если не знать, что драматические события разворачивались под крышей религиозного приюта, можно было подумать, что речь идет просто о трех абстрактных селянках, жестоко обращавшихся с детьми.»
«Новая газета» также подчёркивала религиозный аспект дела, обращая внимание на то, что Ярославская епархия РПЦ официально открестилась от приюта («Данная семья именуется «православным приютом», но это абсолютно не соответствует действительности. В Ярославской епархии нет православных приютов, и семья из Мосейцева никогда не была таковым»), тогда как весь уклад приютской жизни шел по православным канонам: ранние подъемы, молитвы, посты, многочасовые земные поклоны, а Любимова имела духовника и девочки вместе с ней регулярно ездили в Никитский монастырь в Переславле-Залесском.